# هاريتستاون (نيويورك)
هاريتستاون (بالإنجليزية: Harrietstown, New York)‏ هي بلدة أمريكية تقع في الولايات المتحدة في مقاطعة فرانكلن، نيويورك. يقدر عدد سكانها بـ 5,709 نسمة ومساحتها 553.3 كم2 وترتفع عن سطح البحر 478 متر.